# السباحة في ألعاب بارابان الأمريكية 2015
أقيمت مسابقات السباحة في دورة الألعاب البارالمبية الأمريكية 2015 من 8 إلى 14 أغسطس في مركز تورنتو بان آم الرياضي في تورنتو، كندا.

## جدول الميداليات
*   البلد المضيف (مضيف)
| المرتبة | فريق    | ذهبية | فضية | برونزية | المجموع |
| ------- | ------- | ----- | ---- | ------- | ------- |
| 1       | BRA     | 38    | 29   | 37      | 104     |
| 2       | CAN     | 24    | 39   | 28      | 91      |
| 3       | MEX     | 19    | 20   | 18      | 57      |
| 4       | COL     | 13    | 6    | 6       | 25      |
| 5       | ARG     | 9     | 7    | 9       | 25      |
| 6       | USA     | 7     | 11   | 14      | 32      |
| 7       | CUB     | 3     | 3    | 0       | 6       |
| 8       | VEN     | 3     | 2    | 2       | 7       |
| 9       | PUR     | 0     | 0    | 1       | 1       |
| المجموع | المجموع | 116   | 117  | 115     | 348     |

## الحائزون على الميداليات

### سباقات الرجال
| الحدث                              | الذهبية                                                                    | الفضية                                                                 | البرونزية                                                                      |
| ---------------------------------- | -------------------------------------------------------------------------- | ---------------------------------------------------------------------- | ------------------------------------------------------------------------------ |
| 50 متر سباحة حرة رجال – S3         | كريستوفر ترونكو · المكسيك                                                  | لويس بورغوس · المكسيك                                                  | فريدي دياز · كولومبيا                                                          |
| 50 متر سباحة حرة رجال – S4         | غوستافو سانشيز · المكسيك                                                   | رونيستوني كوردييرو · البرازيل                                          | خوان رييس · المكسيك                                                            |
| 50 متر سباحة حرة رجال – S5         | دانيال دياس · البرازيل                                                     | كلودوالدو دا سيلفا · البرازيل                                          | إدغار بينيدا · المكسيك                                                         |
| 50 متر سباحة حرة رجال – S6         | نيلسون كريسبين · كولومبيا                                                  | لورينزو بيريز إسكالونا · كوبا                                          | تاليسون غلوك · البرازيل                                                        |
| 50 متر سباحة حرة رجال – S7         | كارلوس سيرانو زاراتي · كولومبيا                                            | جان ميشيل لافاليير · كندا                                              | إيتالو غوميش · البرازيل                                                        |
| 50 متر سباحة حرة رجال – S8         | زاك ماكاليستر · كندا                                                       | أرماندو أندرادي · المكسيك                                              | كريستوفر سيرجنت · كندا                                                         |
| 50 متر سباحة حرة رجال – S9         | ماثيوس دا سيلفا · البرازيل                                                 | فانيلتون دو ناسيمنتو · البرازيل                                        | رويتر سيلفا · البرازيل                                                         |
| 50 متر سباحة حرة رجال – S10        | فيليبي ميلو · البرازيل                                                     | أندريه برازيل · البرازيل                                               | ناثان شتاين · كندا                                                             |
| 50 متر سباحة حرة رجال – S11        | ماثيوس راينه · البرازيل                                                    | أليكس بالهيريس · البرازيل · برايان أوربانو · كندا                      | لا تُمنح                                                                        |
| 50 متر سباحة حرة رجال – S12        | دييغو كوستا · كولومبيا                                                     | فيليبي دي أبرو · البرازيل                                              | دارفين بايز · بورتوريكو                                                        |
| 50 متر سباحة حرة رجال – S13        | كارلوس فارينبيرغ · البرازيل                                                | نيكولا توربيد · كندا                                                   | غيلهيرمي باتيستا · البرازيل                                                    |
| 100 متر سباحة حرة رجال – S4        | غوستافو سانشيز · المكسيك                                                   | رونيستوني كوردييرو · البرازيل                                          | خيسوس هيرنانديز · المكسيك                                                      |
| 100 متر سباحة حرة رجال – S5        | دانيال دياس · البرازيل                                                     | كلودوالدو دا سيلفا · البرازيل                                          | دييغو لوبيز · المكسيك                                                          |
| 100 متر سباحة حرة رجال – S6        | لورينزو بيريز إسكالونا · كوبا                                              | نيلسون كريسبين · كولومبيا                                              | تاليسون غلوك · البرازيل                                                        |
| 100 متر سباحة حرة رجال – S7        | كارلوس سيرانو ساراتي · كولومبيا                                            | جان-ميشيل لافاليير · كندا                                              | إيتالو غوميز · البرازيل                                                        |
| 100 متر سباحة حرة رجال – S8        | أرماندو أندرادي · المكسيك                                                  | زاك ماكاليستر · كندا                                                   | كايو أموريم مونيز · البرازيل                                                   |
| 100 متر سباحة حرة رجال – S9        | فانيلتون دو ناسيمنتو · البرازيل                                            | رويتر سيلفا · البرازيل                                                 | ماثيوس دا سيلفا · البرازيل                                                     |
| 100 متر سباحة حرة رجال – S10       | أندريه برازيل · البرازيل                                                   | فيليبي ميلو · البرازيل                                                 | نيثان ستاين · كندا                                                             |
| 100 متر سباحة حرة رجال – S11       | ماثيوس رايني · البرازيل                                                    | برايان أوربانو · كولومبيا                                              | أليكس بالهاريس · البرازيل                                                      |
| 100 متر سباحة حرة رجال – S12       | دييغو كوستا · كولومبيا                                                     | فيليبي دي أبرو · البرازيل                                              | ريناتو نونيس · البرازيل                                                        |
| 100 متر سباحة حرة رجال – S13       | كارلوس فارينبرغ · البرازيل                                                 | نيكولا توربيد · كندا                                                   | غييرمي باتيستا · البرازيل                                                      |
| 200 متر سباحة حرة رجال – S5        | دانيال دياس · البرازيل                                                     | كلودوالدو دا سيلفا · البرازيل                                          | دييغو لوبيز · المكسيك                                                          |
| 200 متر سباحة حرة رجال – S14       | فيليبي كالتيران · البرازيل                                                 | ماكسيم روسيل · كندا                                                    | غوردي ميشي · كندا                                                              |
| 400 متر سباحة حرة رجال – S6        | لورينزو بيريز إسكالونا · كوبا                                              | تاليسون غلوك · البرازيل                                                | نيلسون كريسبين · كولومبيا                                                      |
| 400 متر سباحة حرة رجال – S7        | فاكوندو أريغي · الأرجنتين                                                  | كارلوس سيرانو زاراتي · كولومبيا                                        | إيتالو غوميز · البرازيل                                                        |
| 400 متر سباحة حرة رجال – S8        | كايو أموريم مونيز · البرازيل                                               | زاك ماكاليستر · كندا                                                   | زاك زونا · كندا                                                                |
| 400 متر سباحة حرة رجال – S9        | رويتير سيلفا · البرازيل                                                    | فانيلتون دو ناسيمنتو · البرازيل                                        | ماركو بوليرو · الأرجنتين                                                       |
| 400 متر سباحة حرة رجال – S10       | بنوآ هو · كندا                                                             | إسحاق بوكلي · كندا                                                     | ألكسندر إليوت · كندا                                                           |
| 400 متر سباحة حرة رجال – S13       | ديفين جوتيل · كندا                                                         | نيكولا توربيد · كندا                                                   | تايلر مراك · كندا                                                              |
| 50 متر سباحة ظهر رجال – S4         | خوان رييس · المكسيك                                                        | جوستافو سانشيز · المكسيك                                               | رونستوني كورديرو · البرازيل                                                    |
| 50 متر سباحة ظهر رجال – S5         | دانيال دياس · البرازيل                                                     | دييغو لوبيز · المكسيك                                                  | جيراردو كاسترو · المكسيك                                                       |
| 100 متر سباحة ظهر رجال – S6        | تاليسون غلوك · البرازيل                                                    | آدم بوردي · كندا                                                       | زكاري شاتوك · الولايات المتحدة                                                 |
| 100 متر سباحة ظهر رجال – S7        | إيتالو غوميز · البرازيل                                                    | ماتياز دي أندرادي · الأرجنتين                                          | غييرمو مارو · الأرجنتين                                                        |
| 100 متر سباحة ظهر رجال – S8        | بيبّو كارلومانيُو · الأرجنتين                                                | توم ميازغا · الولايات المتحدة                                          | لوكاس بوغي · الأرجنتين                                                         |
| 100 متر ظهر رجال – S10             | أندريه برازيل · البرازيل                                                   | بينوا هوت · كندا                                                       | ألكسندر إليوت · كندا                                                           |
| 100 متر ظهر رجال – S11             | سيرجيو زاياس · الأرجنتين                                                   | برايان أوربانو · كولومبيا                                              | لايدر ليموس · كولومبيا                                                         |
| 100 متر ظهر رجال – S13             | نيكولاس توربيد · كندا                                                      | ديفين جوتل · كندا                                                      | تايلر مرق · كندا                                                               |
| 100 متر ظهر رجال – S14             | جوردی ميشي · كندا                                                          | آدم راهيير · كندا                                                      | ألبرتو خيسوس فيرا · كندا                                                       |
| 50 متر صدر رجال – SB3              | غوستافو سانشيز مارتينيز · المكسيك                                          | جوناثان ديلمان · كندا                                                  | رونيستوني كورديرو · البرازيل                                                   |
| 100 متر صدر رجال – SB4             | مويسيس فوينتس · كولومبيا                                                   | رونيستوني كورديرو · الأرجنتين                                          | فرانسيسكو أفيلينو · البرازيل                                                   |
| 100 متر صدر رجال – SB5             | روبرتو ألكالدي · البرازيل                                                  | بيدرو رانجيل · المكسيك                                                 | هومبرتو روميرو · المكسيك                                                       |
| 100 متر صدر رجال – SB6             | نيلسون كريسبين · كولومبيا                                                  | فابيان دي توليدو · البرازيل                                            | رودريك سيويل · الولايات المتحدة                                                |
| 100 متر صدر رجال – SB7             | كارلوس سيرانو زاراتي · كولومبيا                                            | بيبو كارلوماجنيو · الأرجنتين                                           | لوكاس مككوري · الولايات المتحدة                                                |
| 100 متر صدر رجال – SB8             | فاكوندو لازو · الأرجنتين                                                   | أرماندو أندRADE · المكسيك                                              | كارلوس لوبيز ماسيل · البرازيل                                                  |
| 100 متر صدر رجال – SB9             | جيمس ليرو · كندا                                                           | إسحاق بوكلي · كندا                                                     | ألكسندر إليوت · كندا                                                           |
| 100 متر صدر رجال – SB11            | برايان أوربانو · كولومبيا                                                  | يونيركي أورتيغا · كوبا                                                 | لايدر ليموس · كولومبيا                                                         |
| 100 متر صدر رجال – SB13            | غيليرمي باتيستا · البرازيل                                                 | تايلر مرق · كندا                                                       | ريناتو نونيس · البرازيل                                                        |
| 100 متر صدر رجال – SB14            | إليان أرايا · الأرجنتين                                                    | فيليبي كالتران · البرازيل                                              | جوردی ميشي · كندا                                                              |
| 50 متر فراشة رجال – S5             | دانيال دياس · البرازيل                                                     | إدغار بينيدا · المكسيك                                                 | خوان ريس · المكسيك                                                             |
| 50 متر فراشة رجال – S6             | نيلسون كريسبين · كولومبيا                                                  | تاليسون غلوك · البرازيل                                                | آدم بوردي · كندا                                                               |
| 50 متر فراشة رجال – S7             | كارلوس سيرانو زاراتي · كولومبيا                                            | جان ميشيل لافالير · كندا                                               | ناثان كليمنت · كندا                                                            |
| 100 متر فراشة رجال – S8            | أرماندو أندRADE · المكسيك                                                  | أنخيل بوتيان · المكسيك                                                 | زاك زونا · كندا                                                                |
| 100 متر فراشة رجال – S9            | خوان كاستيلو · كوبا                                                        | ماركو بوليرو · الأرجنتين                                               | فانيلتون دو ناسينتو · البرازيل                                                 |
| 100 متر فراشة رجال – S10           | أندريه برازيل · البرازيل                                                   | ناثان ستاين · كندا                                                     | ألكسندر إليوت · كندا                                                           |
| 100 متر فراشة رجال – S13           | نيكولاس توربيد · كندا                                                      | كارلوس فارينبرغ · البرازيل                                             | دييغو كوستا · كندا                                                             |
| 150 متر متنوع فردي رجال – SM4      | غوستافو سانشيز مارتينيز · المكسيك                                          | خوان ريس · المكسيك                                                     | رونيستوني كورديرو · البرازيل                                                   |
| 200 متر متنوع فردي رجال – SM6      | تاليسون غلوك · البرازيل                                                    | نيلسون كريسبين · كولومبيا                                              | روبرتو ألكالدي · البرازيل                                                      |
| 200 متر متنوع فردي رجال – SM7      | كارلوس سيرانو زاراتي · كولومبيا                                            | جان ميشيل لافالير · كندا                                               | لوكاس ماكروي · الولايات المتحدة                                                |
| 200 متر متنوع فردي رجال – SM8      | أرماندو أندRADE · المكسيك                                                  | أنجيل بوتيان · المكسيك                                                 | زاك زونا · كندا                                                                |
| 200 متر متنوع فردي رجال – SM9      | روتر سيلفا · البرازيل                                                      | لوكاس موزيلا · البرازيل                                                | ماركو بوليرو · الأرجنتين                                                       |
| 200 متر متنوع فردي رجال – SM10     | أندريه برازيل · البرازيل                                                   | بينوا هوت · كندا                                                       | ألكسندر إليوت · كندا                                                           |
| 200 متر متنوع فردي رجال – SM11     | برايان أوربانو · كولومبيا                                                  | يونيركي أورتيغا · كوبا                                                 | لايدر ليموس · كولومبيا                                                         |
| 200 متر متنوع فردي رجال – SM13     | نيكولاس توربيد · كندا                                                      | ديفين جوتل · كندا                                                      | غيلهيرمي باتيستا · البرازيل                                                    |
| 200 متر متنوع فردي رجال – SM14     | ألبرتو خيسوس فيرا · فنزويلا                                                | جوردی ميشي · كندا                                                      | آدم راهيير · كندا                                                              |
| تتابع 4×100 متر حرة رجال 34 نقطة   | البرازيل (BRA) فيليبي ميلو · دانيال دياس · روتر سيلفا · أندريه برازيل      | كندا (CAN) ناثان ستاين · زاك ماكاليستر · زاك زونا · جان ميشيل لافاليير | الأرجنتين (ARG) ماركو بوليرو · بيبو كارلوماجنيو · فاكوندو أراجوي · برونو ليمير |
| تتابع 4×100 متر متنوع رجال 34 نقطة | البرازيل (BRA) دانيال دياس · ماثيوس دا سيلفا · أندريه برازيل · فيليبي ميلو | كندا (CAN) بينوا هوت · جيمس ليرو · جان ميشيل لافاليير · زاك ماكاليستر  | الأرجنتين (ARG) ماتياس دي أندرادي · فاكوندو لازو · ماركو بوليرو · برونو ليمير  |

### أحداث السيدات
| الحدث                        | الذهبية                       | الفضية                           | البرونزية                                |
| ---------------------------- | ----------------------------- | -------------------------------- | ---------------------------------------- |
| 50 متر سباحة حرة سيدات – S4  | نيلي ميرندا · المكسيك         | إيدينيا غارسيا · البرازيل        | باتريشيا فالي · المكسيك                  |
| 50 متر سباحة حرة سيدات – S5  | جوانا دا سيلفا · البرازيل     | إستيفاني دي أوليفيرا · البرازيل  | هايلي بيرانبوم · الولايات المتحدة        |
| 50 متر سباحة حرة سيدات – S6  | دوراميتزي هيرنانديز · المكسيك | ناومي سوميليرا · المكسيك         | صوفيا إليزابيث هيرزوج · الولايات المتحدة |
| 50 متر سباحة حرة سيدات – S7  | تيس روتليف · كندا             | سارة ميهاين · كندا               | فيرونيكا ألميدا · البرازيل               |
| 50 متر سباحة حرة سيدات – S8  | مورغان بيرد · كندا            | مالوري ويغمان · الولايات المتحدة | سيسيليا جيرونيمو · البرازيل              |
| 50 متر سباحة حرة سيدات – S9  | دانييلا خيمينيز · الأرجنتين   | كاتارينا روكسون · كندا           | كاميل رودريغز · البرازيل                 |
| 50 متر سباحة حرة سيدات – S10 | أوريلي ريفار · كندا           | روبي كريستينو · المكسيك          | ماريانا جيستير · البرازيل                |
| 50 متر سباحة حرة سيدات – S12 | بلكيس موتا · فنزويلا          | أنابيل مورو · الأرجنتين          | راكيل فييل · البرازيل                    |

| الحدث                           | الذهبية                             | الفضية                                   | البرونزية                           |
| ------------------------------- | ----------------------------------- | ---------------------------------------- | ----------------------------------- |
| 100 متر سباحة حرة سيدات – S4    | نيلي ميرندا · المكسيك               | إيدينيا غارسيا · البرازيل                | تامي كانينغتون · كندا               |
| 100 متر سباحة حرة سيدات – S5    | جوانا دا سيلفا · البرازيل           | إستيفاني دي أوليفيرا · البرازيل          | هايلي بيرانبوم · الولايات المتحدة   |
| 100 متر سباحة حرة سيدات – S6    | دوراميتزي هيرنانديز · المكسيك       | فاليريا لوبيز · المكسيك                  | فياني تريجو · المكسيك               |
| 100 متر سباحة حرة سيدات – S7    | تيس روتليف · كندا                   | سارة ميهاين · كندا                       | جيسيكا هيرنانديز · المكسيك          |
| 100 متر سباحة حرة سيدات – S8    | مالوري ويغمان · الولايات المتحدة    | مورغان بيرد · كندا                       | سيسيليا جيرونيمو · البرازيل         |
| 100 متر سباحة حرة سيدات – S9    | كاميل رودريغز · البرازيل            | دانييلا خيمينيز · الأرجنتين              | كاتارينا روكسون · كندا              |
| 100 متر سباحة حرة سيدات – S10   | أوريلي ريفار · كندا                 | روبي كريستينو · المكسيك                  | ماريانا جيستير · البرازيل           |
| 100 متر سباحة حرة سيدات – S12   | أنابيل مورو · الأرجنتين             | بلكيس موتا · فنزويلا                     | راكيل فييل · البرازيل               |
| 200 متر سباحة حرة سيدات – S4    | نيلي ميرندا · المكسيك               | تامي كانينغتون · كندا                    | كلوديا دا سيلفا · البرازيل          |
| 200 متر سباحة حرة سيدات – S5    | جوانا دا سيلفا · البرازيل           | إستيفاني دي أوليفيرا · البرازيل          | صوفيا أولموس · المكسيك              |
| 200 متر سباحة حرة سيدات – S14   | بياتريز ريسينديز · المكسيك          | كيرستي كاسكو · كندا                      | ليزلي تشيتشوك · الولايات المتحدة    |
| 400 متر حرة سيدات – S6          | فاليريا لوبيز · المكسيك             | فياني تريجو · المكسيك                    | دوراميتزي هيرنانديز · المكسيك       |
| 400 متر حرة سيدات – S8          | مورغان بيرد · كندا                  | مالوري ويغمان · الولايات المتحدة         | سابينا دوشين · كندا                 |
| 400 متر حرة سيدات – S9          | كاميلي رودريغيز · البرازيل          | كاتارينا روكسون · كندا                   | آنا يوهانس · الولايات المتحدة       |
| 400 متر حرة سيدات – S10         | أوريلي ريفار · كندا                 | روبي كريستينو · المكسيك                  | سيرافينا كينغ · الولايات المتحدة    |
| 400 متر حرة سيدات – S13         | بلكيس موتا · فنزويلا                | راكيل فييل · البرازيل                    | ماكنلاين هيرميس · الولايات المتحدة  |
| 50 متر ظهر سيدات – S4           | إيدينيا غارسيا · البرازيل           | نيلي ميرندا · المكسيك                    | هايدي أسيفس · المكسيك               |
| 50 متر ظهر سيدات – S5           | هيلي برانباوم · الولايات المتحدة    | إستيفاني دي أوليفيرا · البرازيل          | ليتيسيا لوكاس · البرازيل            |
| 100 متر ظهر سيدات – S6          | فياني تريجو · المكسيك               | دوراميتزي هيرنانديز · المكسيك            | ريلي بويت · الولايات المتحدة        |
| 100 متر ظهر سيدات – S7          | تيس روتلايف · كندا                  | سارة ميهاين · كندا                       | جيسيكا هيرنانديز · الولايات المتحدة |
| 100 متر ظهر سيدات – S8          | آهاليا ليتينبرغر · الولايات المتحدة | كاميلي بيروبي · كندا                     | مالوري ويغمان · الولايات المتحدة    |
| 100 متر ظهر سيدات – S9          | كاميلي رودريغيز · البرازيل          | آنا يوهانس · الولايات المتحدة            | كاتارينا روكسون · كندا              |
| 100 متر ظهر سيدات – S10         | أوريلي ريفار · كندا                 | ماريانا جيستيرا · البرازيل               | ميتزي ميخارس · المكسيك              |
| 100 متر ظهر سيدات – S13         | راكيل فييل · البرازيل               | آنا بيليتيرو · الأرجنتين                 | أنابل مورو · الأرجنتين              |
| 100 متر ظهر سيدات – S14         | ليزلي سيتشوك · الولايات المتحدة     | كيرستي كاسكو · كندا                      | جوستين مورير · كندا                 |
| 50 متر صدر سيدات – SB3          | باتريشيا فاللي · المكسيك            | نيلي ميرندا · المكسيك                    | ريلديني فونسيكا · البرازيل          |
| 100 متر صدر سيدات – SB5         | بالوما غارسيا · البرازيل            | هيلي برانباوم · الولايات المتحدة         | إستيفاني دي أوليفيرا · البرازيل     |
| 100 متر صدر سيدات – SB6         | ريلي بويت · الولايات المتحدة        | صوفيا إليزابيث هيرزوغ · الولايات المتحدة | نعومي سوميليرا · المكسيك            |
| 100 متر صدر سيدات – SB7         | تيس روتلايف · كندا                  | فيرونيكا ألميدا · البرازيل               | كاميلي بيروبي · كندا                |
| 100 متر صدر سيدات – SB8         | كاتارينا روكسون · كندا              | آنا يوهانس · الولايات المتحدة            | غابرييلا كانتاجالو · البرازيل       |
| 100 متر صدر سيدات – SB9         | دانييلا خيمينيز · الأرجنتين         | أوريلي ريفار · كندا                      | سارة جيرارد · كندا                  |
| 100 متر صدر سيدات – SB13        | أنابل مورو · الأرجنتين              | راكيل فييل · البرازيل                    | بلكيس موتا · فنزويلا                |
| 100 متر صدر سيدات – SB14        | جوستين مورير · كندا                 | فيفانا مورايز · فنزويلا                  | كيرستي كاسكو · كندا                 |
| 50 متر فراشة سيدات – S5         | جوانا دا سيلفا · البرازيل           | هيلي برانباوم · الولايات المتحدة         | ليتيسيا لوكاس · البرازيل            |
| 50 متر فراشة سيدات – S7         | سارة ميهاين · كندا                  | نيليا ستاري شاسفورت · الولايات المتحدة   | فيرونيكا ألميدا · البرازيل          |
| 100 متر فراشة سيدات – S10       | أوريلي ريفار · كندا                 | سامانثا رايان · كندا                     | دانييلا خيمينيز · الأرجنتين         |
| 150 متر متنوع فردي سيدات – SM4  | نيلي ميرندا · المكسيك               | باتريشيا فالي · المكسيك                  | ريلدي فونسيكا · البرازيل            |
| 200 متر متنوع فردي سيدات – SM6  | ريلي بويت · الولايات المتحدة        | صوفيا إليزابيث هيرزوغ · الولايات المتحدة | فياني تريخو · المكسيك               |
| 200 متر متنوع فردي سيدات – SM8  | مالوري ويغيمان · الولايات المتحدة   | تيس روتلايف · كندا                       | كاميلي بيروبي · كندا                |
| 200 متر متنوع فردي سيدات – SM10 | أوريلي ريفار · كندا                 | كاتارينا روكسون · كندا                   | دانييلا خيمينيز · الأرجنتين         |
| 200 متر متنوع فردي سيدات – SM14 | جوستين مورير · كندا                 | كيرستي كاسكو · كندا                      | ليزلي شيكوكي · الولايات المتحدة     |

### أحداث مختلطة

#### سباق التتابع
| الحدث                             | الذهبية                                                                                 | الفضية                                                                                   | البرونزية                                                           |
| --------------------------------- | --------------------------------------------------------------------------------------- | ---------------------------------------------------------------------------------------- | ------------------------------------------------------------------- |
| تتابع حر مختلط 4×50 متر – 20 نقطة | البرازيل (BRA) كلودوالدو دا سيلفا · جوانا دا سيلفا · إستيفاني دي أوليفيرا · دانييل دياس | الولايات المتحدة (USA) كورتيس لوفجوي · صوفيا إليزابيث هيرزوغ · زاكاري شاتوك · رايلي بويت | كندا (CAN) آدم بوردي · دانييل ميرفي · فاليري درابو · تامي كونينغتون |